# Heonjeong
Heonjeong, född 966, död 992, var en koreansk drottning, gift med sin kusin kung Gyeongjong av Goryeo. 
Hon blev änka som tonåring, efter kungens död 981. Som änka efter en kung förväntades hon leva i celibat i resten av sitt liv. Hon inledde dock i hemlighet ett förhållande med prins Wang Uk (Anjong). Graviditeten upptäcktes under en brand i palatset. Hon födde sitt barn strax efteråt, och avled. 